# Āḻvār

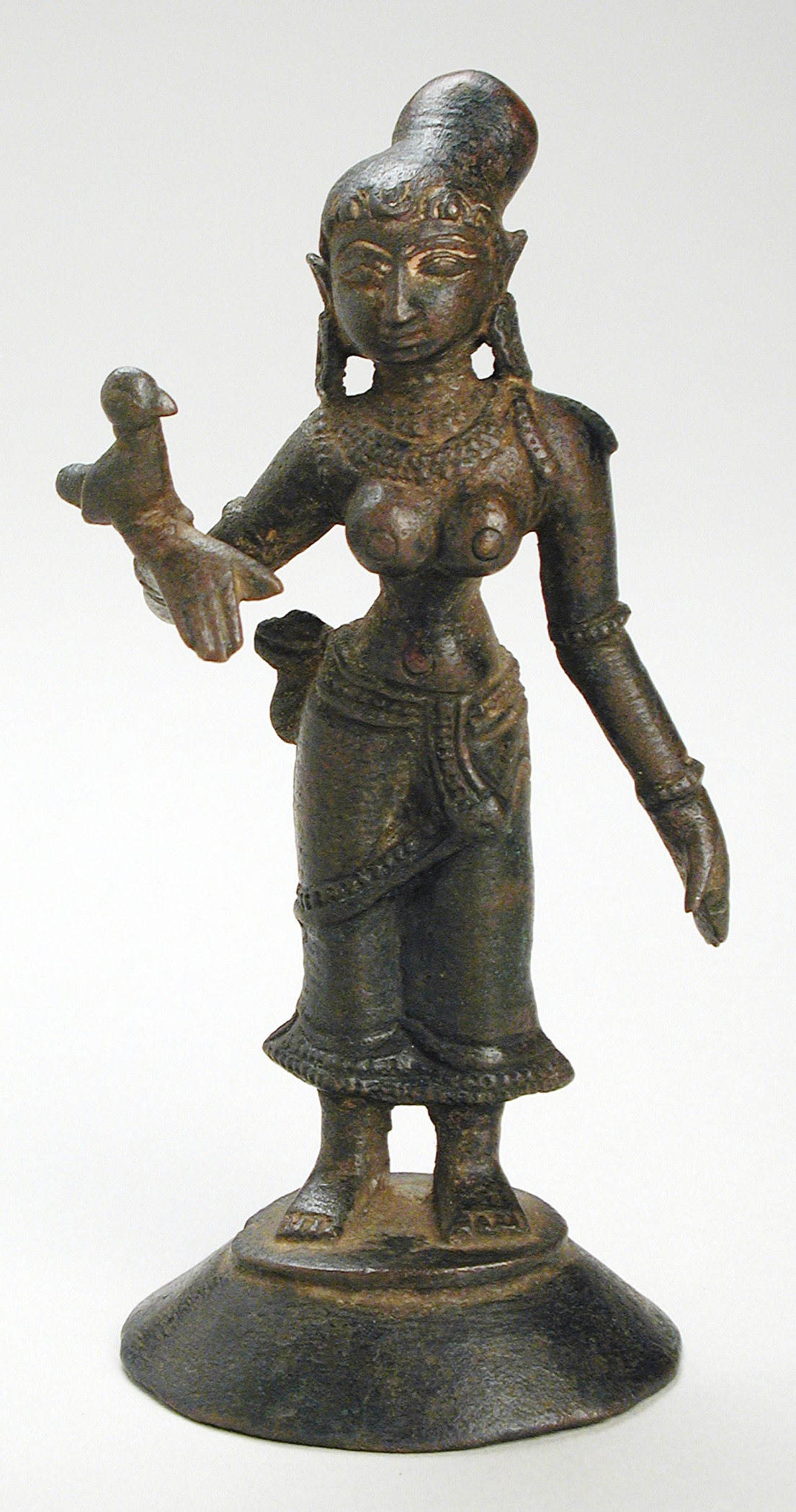
Scultura in bronzo del XIV secolo raffigurante la poetessa e mistica Āṇṭāḷ. L'uccello che la santa tamiḻ tiene sul braccio destro è un pappagallo, manifestazione di Śuka, il brahmarṣi, suo messaggero verso l'amato Viṣṇu/Kṛṣṇa/Raṅganātha.
Per il canto tamiḻ, cfr. qui.

(Āṇṭāḷ, Tiruppāvai, 5; trad. Emanuela Panattoni in Inni degli Āḻvār. Torino, Utet, 1993.)

## I santi tamiḻ
Gli āḻvār (in caratteri tamiḻ: ஆழ்வார்கள்; lett. "profondi intuitori", dalla radice tamilica āḻ da intendersi come "immerso"; quindi "saggi", "santi") sono un gruppo di poeti e mistici indù, di etnia tamiḻ, itineranti di tempio in tempio nell'India meridionale, vissuti tra il VI e il IX secolo d.C. che veneravano, in qualità di Dio, la Persona suprema, Māl (Māyōṉ), nome che in lingua tamiḻ intende indicare quella divinità che in sanscrito è nominata come Kṛṣṇa/Visnù/Nārāyaṇa ovvero il Kṛṣṇa della Bhagavadgītā e il Viṣṇu/Nārāyaṇa dei primi Purāṇa.
Gli āḻvār non vanno confusi con i contemporanei, ma śivaiti, nāyaṉmār (nāyaṉār).
Le opere degli āḻvār sono state raccolte agli inizi del X secolo dallo ācārya Nātamuṉi, il figlio di Īśvarabhaṭṭa, nel Nālāyirativviyappirapantam (san.: Nālāyira-divya-prabhandam, "La sacra raccolta poetica delle quattromila stanze"). 
Tale raccolta si divide in quattro libri (rahasya, lett. "segreti") che raccolgono ventitré differenti opere.
La lingua utilizzata è il tamiḻ il che rende questa raccolta di opere la prima espressione vernacolare della bhakti (in tamiḻ: patti) indù, non solo:
(Jan Gonda, Le religioni dell'India vol.II. Milano, Jaca Book, 1981, p. 171)
La "religione" degli āḻvār possiede delle caratteristiche uniche che riverbereranno nell'induismo devozionale: 
(Friedhelm E. Hardy, Āḻvār, in "Enciclopedia delle religioni", vol. 9. Milano, Jaca Book, 2006, p.11)
(Emanuela Panattoni, Inni degli Āḻvār. Torino, Utet, 1993)
Eredità religiosa dei testi, dei culti e delle teologie degli āḻvār sarà quel Śrī Vaiṣṇava-
Sampradāya, movimento viṣṇuita fondato e guidato da brahmani ortodossi, originatosi proprio nell'India meridionale intorno al X secolo. 
I testi degli āḻvār sono inoltre a fondamento del Bhāgavata Purāṇa, il quale, spiega Mario Piantelli, non è altro che un elegante rifacimento del più antico Viṣṇu Purāṇa proprio «alla luce delle dottrine del non-dualismo vedāntico e delle convenzioni della lirica devozionale sviluppata dai poeti mistici in lingua tamiḻ.».

## I dodiciāḻvār
La tradizione vuole che i compositori di queste ventitré opere raccolte siano i dodici āḻvār, ma nel Nālāyirativviyappirapantam solo undici testi riportano il nome del loro autore per un totale di sette āḻvār, precisamente: Pēyāḻvār (Vituciṭṭaṉ) e Toṇṭaraṭippoṭiyāḻvār (Baktāṅghrireṇu), appartenenti alla casta brāhmaṇa; Āṇṭāḷ (la "signora"; anche Kōtai), donna di casta brāhmaṇa, figlia di Pēyāḻvār; Kulacēkaraṉ e Tirumaṅkaiyāḻvār (Kalikaṉṟi), due capi di "bande" di predoni; il cantore Maturakavi; il figlio di possidenti di casta śūdra, Nammāḻvār (Catakōpaṉ). 

Gli altri dodici testi risultano anonimi, ma la tradizione vuole che i cinque poeti non menzionati fossero tutti cantori appartenenti alle caste basse. 

Tradizionalmente i dodici āḻvār sono elencati come:
1. Poykaiyāḻvār,
2. Pūtattāḻvār,
3. Pēyāḻvār,
4. Tiruppāṇāḻvār,
5. Tirumaḻicaiyāḻvār,
6. Toṇṭaraṭippoṭiyāḻvār,
7. Kulacēkaraṉ,
8. Periyāḻvār,
9. Āṇṭāḷ[7],
10. Tirumaṅkaiyāḻvār,
11. Nammāḻvār,
12. Maturakavi[8]

I testi riportano riferimenti geografici che consentono di individuare l'area della loro iniziale diffusione in quelle regioni oggi comprese nel Tamiḻ Nāḍu e nel Kerala.

Tutti questi mistici sono quindi di "etnia" tamiḻ, più precisamente, sempre per la tradizione: Poykaiyāḻvār, Pūtattāḻvār, Pēyāḻvār e Tirumaḻicaiyāḻvār provengono dalla regione settentrionale del Toṇṭaināṭu, regno dei Pallava; Kulacēkaraṉ è originario della regione occidentale del Cēranāṭu, regno dei Cera; Nammāḻvār, Maturakavi, Periyāḻvār e Āṇṭāḷ sono originari del meridionale Pāṇṭināṭu, regno dei Pāṇḍya; Toṇṭaraṭippoṭiyāḻvār, Tiruppāṇāḻvār e Tirumaṅkaiyāḻvār provengono dal regno dei Cola, nella regione centrale del Cōḻanāṭu.

## I santi tamiḻ tra mito e storia
Le vite degli āḻvār sono avvolte nelle leggende agiografiche. La prima raccolta di queste è il testo redatto in sanscrito nel XII sec., il Divyasūricarita ("La storia dei Divyasūri") opera di Garuḍavāhana. Da questo primo testo derivano probabilmente gli altri recenziori, redatti per lo più nella varietà linguistica del Kerala, il maṇipravāḷam, come l'Āṟāyirappaṭiguruparamparāprabhāvam di Piṉpaḻakiyaperumāḷcīyar; il Paṉṉīrāyirappaṭiguruparamparā di Aḻakiyamaṇavāḷacīyar; il Guruparamparāprabhāvam di Vaṭivaḻakiyanampitātar; il Periyatirumuṭiyaṭaivu di Kantāṭaināyaṉ; l'Aricamayatīpam di Kīḻaicaṭakōpatācar. Composto in miste strofe, tamiḻ e sanscrite, è invece il Guruparamparāsāram di Vedāntadeśika (XIII sec.); molto più tardo (XVIII sec.) e in lingua tamiḻ è il Kuruparamparaivaralā di Aḻakiyanampi.
Emanuela Panattoni evidenzia come tuttavia qualche dato biografico più certo lo si può derivare dagli śrutiphala, ovvero da quelle strofe conclusive di alcuni inni, come i tirumoḻi, dove l'autore spiega i benefici che apporta la recitazione dello stesso inno offrendo delle informazioni biografiche personali.
Da questi testi per quanto attiene Poykaiyāḻvār, Pūtattāḻvār e Pēyāḻvār, nulla riportano di loro stessi, solo il primo allude a un eventuale loro incontro nella località di Kōvalūr. Tirumaḻicaiyāḻvār potrebbe esser stato brahmano, egli riferisce comunque di appartenere a una casta dei "nati due volte" (dvija). Periyāḻvār riferisce di essere un brahmano addetto al tempio, così sostiene anche la di lui figlia, Āṇṭāḷ. Kulacēkaraṉ deve essere stato un re locale che governava un'area dei Cera. Tirumaṅkaiyāḻvār fa frequenti riferimenti a una vita condotta in modo violento, sembrerebbe essere stato un predone e un mercenario. Toṇṭaraṭippotiyāḻvār dice di essere stato brahmano addetto a un tempio, che ha perso il prestigioso ruolo conducendo una vita dissoluta. Tiruppāṇāḻvār non racconta nulla di sé. Nammāḻvār potrebbe invece essere stato un funzionario di un distretto locale.